# Wanted Dead or Alive (Tupac Shakur e Snoop Dogg)
Wanted Dead or Alive è un singolo collaborativo dei rapper statunitensi 2Pac e Snoop Doggy Dogg, pubblicato nel 1997 ed estratto dalla colonna sonora del film Gridlock'd - Istinti criminali (Gridlock'd).

## Tracce
1. Wanted Dead or Alive – 4:42
2. Never Had a Friend Like Me – 4:26
3. Life Is a Traffic Jam – 4:22